# Granja (ort)
Granja är en ort i Brasilien.   Den ligger i kommunen Granja och delstaten Ceará, i den östra delen av landet, 1 600 km nordost om huvudstaden Brasília. Granja ligger 8 meter över havet och antalet invånare är 25 879.
Terrängen runt Granja är huvudsakligen platt. Granja ligger nere i en dal. Det finns inga andra samhällen i närheten.
Omgivningarna runt Granja är huvudsakligen savann. Runt Granja är det ganska glesbefolkat, med 35 invånare per kvadratkilometer.